# Forst (Weihenzell)

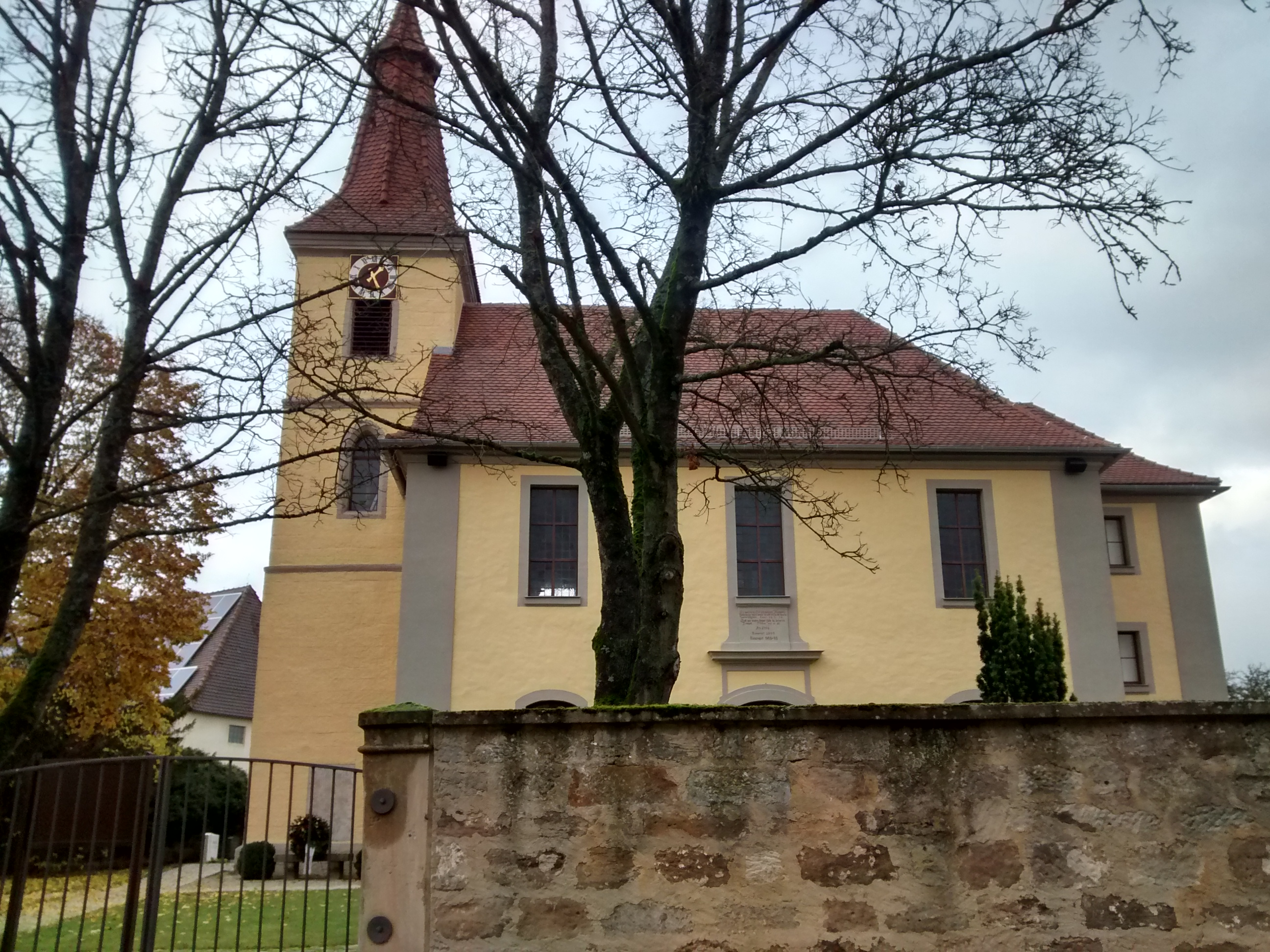
St. Stephanus

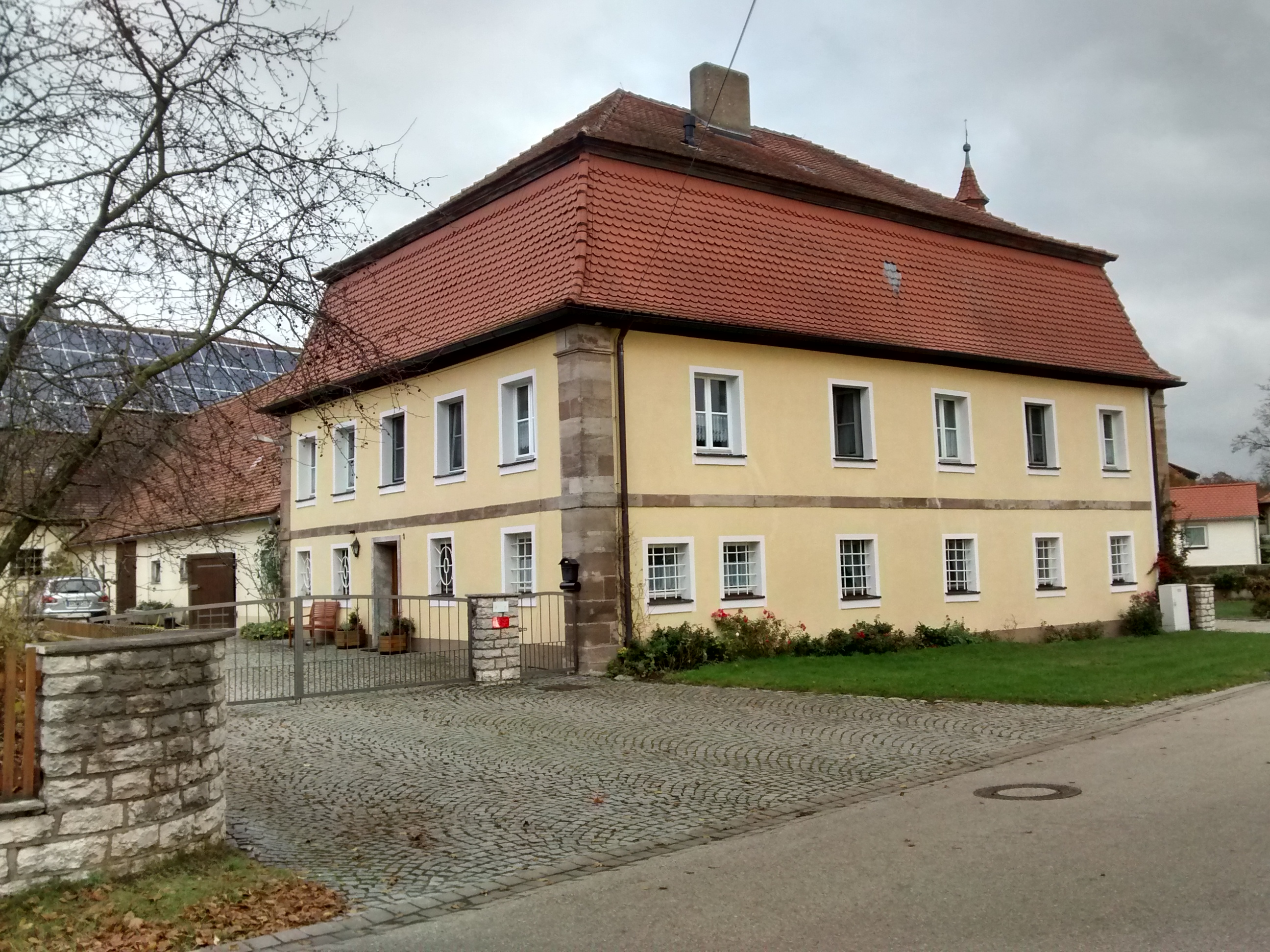
Ehemaliges Jagdschlösschen

Forst ([fɔʁst] , fränkisch: Fuascht) ist ein Gemeindeteil der Gemeinde Weihenzell im Landkreis Ansbach (Mittelfranken, Bayern). Die Gemarkung Forst hat eine Fläche von 7,497 km². Sie ist in 679 Flurstücke aufgeteilt, die eine durchschnittliche Fläche von 11.040,82 m² haben. In ihr liegen neben dem namensgebenden Ort die Gemeindeteile Fessenmühle, Frankendorf und Petersdorf.

## Geografie
Südöstlich des Kirchdorfs grenzt das Waldgebiet Kohlschlag an, im Westen liegt das Dünnholz und 0,5 km nordöstlich liegt der Schleißwald. Gemeindeverbindungsstraßen führen nach Frankendorf (0,6 km südlich) und Neubruck (1,5 km östlich) jeweils zur Kreisstraße AN 10 und nach Petersdorf (1,4 km nordwestlich). Durch den Ort verläuft der Fränkische Marienweg.

## Geschichte
1291 wurde der Ort als „Forst“ erstmals urkundlich erwähnt. Gegründet wurde er wohl auf einer gerodeten Gebietsfläche im 10. bis 13. Jahrhundert. Bereits 1309 war der Ort Sitz einer Pfarrei mit dazugehöriger Kirche, die dem hl. Stephan geweiht war. Durch den Dreißigjährigen Krieg wurde Forst schwer in Mitleidenschaft gezogen; seine ursprüngliche Größe erreichte der Ort nicht mehr.
Im 16-Punkte-Bericht des Fürstentums Ansbach von 1684 wurden für Forst zwei Mannschaften verzeichnet: Das eine Anwesen unterstand dem Hofkastenamt Ansbach, das andere Anwesen der Mendelschen Zwölfbrüderstiftung der Reichsstadt Nürnberg. Das Hochgericht und die Dorf- und Gemeindeherrschaft übte das brandenburg-ansbachische Hofkastenamt Ansbach aus.
Auch gegen Ende des 18. Jahrhunderts gab es in Forst 2 Anwesen (1 Hof, 1 Tafernwirtschaft). Das Hochgericht und die Dorf- und Gemeindeherrschaft übte weiterhin das Hofkastenamt Ansbach aus. Die beiden Anwesen unterstanden der Mendelschen Zwölfbrüderstiftung der Reichsstadt Nürnberg. Neben den Anwesen gab es noch kirchliche Gebäude (Kirche, Kaplaneihaus) und kommunale Gebäude (Schulhaus). Von 1797 bis 1808 unterstand der Ort dem Justiz- und Kammeramt Ansbach.
Im Jahre 1806 kam Forst an das Königreich Bayern. Im Rahmen des Gemeindeedikts wurde Forst dem 1808 gebildeten Steuerdistrikt Bruckberg und der 1811 gegründeten Ruralgemeinde Bruckberg zugeordnet. Am 13. August 1827 wurde den Bewohnern der Orte Fessenmühle, Forst, Frankendorf und Petersdorf die Bildung der Gemeinde Forst genehmigt. Sie war in Verwaltung und Gerichtsbarkeit dem Landgericht Ansbach zugeordnet und in der Finanzverwaltung dem Rentamt Ansbach (1919 in Finanzamt Ansbach umbenannt). Ab 1862 gehörte Forst zum Bezirksamt Ansbach (1939 in Landkreis Ansbach umbenannt). Die Gerichtsbarkeit blieb bis 1870 beim Landgericht Ansbach, von 1870 bis 1879 war das Stadt- und Landgericht Ansbach zuständig, seit 1880 ist es das Amtsgericht Ansbach. Die Gemeinde hatte 1964 eine Gebietsfläche von 7,490 km².
Der Schulbetrieb wurde in den 1960er Jahren eingestellt. 1967 wurde das Schulgebäude abgerissen.
Im Zuge der Gebietsreform in Bayern wurde die Gemeinde Forst am 1. Juli 1971 nach Weihenzell eingemeindet.

### Baudenkmäler
- Ev.-luth. Filialkirche St. Stephanus: gotischer Westturm, Kirche selbst 1756 vollendet[17]
- Haus Nr. 1 (ehemaliges Jagdschlösschen): zweigeschossiger Bau mit Ecklisenen und Mansarddach aus der Mitte des 18. Jahrhunderts; im Obergeschoss Zimmer mit Rahmenstuck, eingeschossige Scheune, bezeichnet 1755, mit Satteldach[17]
- Haus Nr. 2 (ehemalige Brauerei): zweigeschossiger Massivbau des 18. Jahrhunderts mit Walmdach[17]
- Haus Nr. 4 (ehemaliges Schul- und Mesnerhaus): zweigeschossiger Bau des 18. Jahrhunderts mit Krüppelwalm[18]

### Bodendenkmäler
In der Gemarkung Forst gibt es mittelalterliche und frühneuzeitliche Befunde im Bereich der Kirche St. Stephanus.

### Einwohnerentwicklung
Gemeinde Forst
| Jahr      | 1840   | 1852   | 1855   | 1861   | 1867   | 1871   | 1875   | 1880   | 1885   | 1890   | 1895   | 1900   | 1905   | 1910   | 1919   | 1925   | 1933   | 1939   | 1946   | 1950   | 1952   | 1961   | 1970   |
| Einwohner | 250    | 278    | 280    | 284    | 266    | 268    | 266    | 274    | 261    | 251    | 257    | 250    | 258    | 282    | 286    | 260    | 251    | 238    | 355    | 377    | 313    | 259    | 246    |
| Häuser    | 45     |        |        |        |        | 42     |        |        | 47     | 47     |        | 44     |        |        |        | 46     |        |        |        | 45     |        | 47     |        |
| Quelle    | [ 20 ] | [ 21 ] | [ 21 ] | [ 22 ] | [ 23 ] | [ 24 ] | [ 25 ] | [ 26 ] | [ 27 ] | [ 28 ] | [ 21 ] | [ 29 ] | [ 21 ] | [ 30 ] | [ 21 ] | [ 31 ] | [ 21 ] | [ 21 ] | [ 21 ] | [ 32 ] | [ 21 ] | [ 14 ] | [ 33 ] |

Ort Forst
| Jahr      | 001818 | 001840 | 001861 | 001871 | 001885 | 001900 | 001925 | 001950 | 001961 | 001970 | 001987 | 001999 | 002011 | 002017 |
| Einwohner | 18     | 30     | 41     | 45     | 38     | 36     | 43     | 90     | 50     | 32     | 37     | 39     | 24     | 22     |
| Häuser    | 3      | 6      |        |        | 8      | 7      | 8      | 7      | 10     |        | 10     |        |        |        |
| Quelle    | [ 34 ] | [ 20 ] | [ 22 ] | [ 24 ] | [ 27 ] | [ 29 ] | [ 31 ] | [ 32 ] | [ 14 ] | [ 33 ] | [ 35 ] | [ 36 ] |        | [ 1 ]  |

## Religion
Der Ort ist seit der Reformation evangelisch-lutherisch geprägt und war Sitz der Pfarrei St. Stephanus (Forst), die mittlerweile eine Filiale von St. Jakob (Weihenzell) ist. Die Einwohner römisch-katholischer Konfession sind nach St. Bonifatius (Dietenhofen) gepfarrt.

## Personen
- Hans Großmann (1895–1973), Mediziner und Hygieniker, wurde in Forst geboren